# Rhaphidostegium olfersii
Rhaphidostegium olfersii là một loài rêu trong họ Sematophyllaceae. Loài này được (Hornsch.) A. Jaeger mô tả khoa học đầu tiên năm 1878.